# Allen Ruppersberg
Allen Ruppersberg, né en 1944 à Cleveland (Ohio), est l'un des premiers représentants américains de l'art conceptuel. Ses œuvres comprennent des peintures, des impressions, des photographies, des sculptures, des installations et des livres.

## Livres d'artiste
- The Novel That Writes Itself, Bruxelles, mfc-michèle didier, 2014.
- Chapter IV, Bruxelles, mfc-michèle didier, 2009.
- The New Five Foot Shelf of Books, Bruxelles, co-publié par les Éditions Micheline Szwajcer & Michèle Didier, et le Centre d'Art Graphique International de Ljubljana, 2003. Voir mfc-michèle didier
- The New Five Foot Shelf, Bruxelles, produit et publié par les Éditions Micheline Szwajcer & Michèle Didier, 2001. Voir mfc-michèle didier